# PPP2R5C
La sérine/thréonine-protéine phosphatase 2A 56 kDa, sous-unité régulatrice de l'isoforme gamma, est une enzyme qui, chez l'homme, est codée par le gène PPP2R5C,.

## Fonction
Le produit de ce gène appartient à la famille des sous-unités régulatrices Protéine phosphatase 2A. Protéine phosphatase 2A est l'une des quatre principales phosphatases Ser / Thr et elle est impliquée dans le contrôle négatif de la croissance et de la division cellulaires. Il est constitué d'une enzyme centrale hétéromérique commune, composée d'une sous-unité catalytique et d'une sous-unité régulatrice constante, qui s'associe à diverses sous-unités de régulation. La sous-unité de régulation B pourrait moduler la sélectivité du substrat et l'activité catalytique. Ce gène code une isoforme gamma de la sous-famille régulatrice B56. Des variantes de transcription épissées alternativement codant différentes isoformes ont été identifiées.

## Interactions
Il a été démontré que PPP2R5C interagit avec PPP2R1B, PPP2CA,, et PPP2R5A.

## Sources
1. 1 2 3  GRCh38: Ensembl release 89: ENSG00000078304 - Ensembl, May 2017
2. 1 2 3  GRCm38: Ensembl release 89: ENSMUSG00000017843 - Ensembl, May 2017
3. ↑  « Publications PubMed pour l'Homme », sur National Center for Biotechnology Information, U.S. National Library of Medicine
4. ↑  « Publications PubMed pour la Souris », sur National Center for Biotechnology Information, U.S. National Library of Medicine
5. ↑  B. McCright et D. M. Virshup, « Identification of a new family of protein phosphatase 2A regulatory subunits », The Journal of Biological Chemistry, vol. 270, no 44,‎ novembre 1995, p. 26123–8 (PMID 7592815, DOI 10.1074/jbc.270.44.26123)
6. ↑  « Entrez Gene: PPP2R5C protein phosphatase 2, regulatory subunit B', gamma isoform »
7. 1 2  B. McCright, A. M. Rivers, S. Audlin et D. M. Virshup, « The B56 family of protein phosphatase 2A (PP2A) regulatory subunits encodes differentiation-induced phosphoproteins that target PP2A to both nucleus and cytoplasm », The Journal of Biological Chemistry, vol. 271, no 36,‎ septembre 1996, p. 22081–9 (PMID 8703017, DOI 10.1074/jbc.271.36.22081)
8. ↑  A. Ito, T. R. Kataoka, M. Watanabe, K. Nishiyama, Y. Mazaki, H. Sabe, Y. Kitamura et H. Nojima, « A truncated isoform of the PP2A B56 subunit promotes cell motility through paxillin phosphorylation », The EMBO Journal, vol. 19, no 4,‎ février 2000, p. 562–71 (PMID 10675325, PMCID 305594, DOI 10.1093/emboj/19.4.562)
9. ↑  M. Goudreault, L. M. D'Ambrosio, M. J. Kean, M. J. Mullin, B. G. Larsen, A. Sanchez, S. Chaudhry, G. I. Chen, F. Sicheri, A. I. Nesvizhskii, R. Aebersold, B. Raught et A. C. Gingras, « A PP2A phosphatase high density interaction network identifies a novel striatin-interacting phosphatase and kinase complex linked to the cerebral cavernous malformation 3 (CCM3) protein », Molecular & Cellular Proteomics, vol. 8, no 1,‎ janvier 2009, p. 157–71 (PMID 18782753, PMCID 2621004, DOI 10.1074/mcp.M800266-MCP200)
10. ↑  S. Strack, R. Ruediger, G. Walter, R. K. Dagda, C. A. Barwacz et J. T. Cribbs, « Protein phosphatase 2A holoenzyme assembly: identification of contacts between B-family regulatory and scaffolding A subunits », The Journal of Biological Chemistry, vol. 277, no 23,‎ juin 2002, p. 20750–5 (PMID 11929880, DOI 10.1074/jbc.M202992200)

## Associations
En France une association vient en aide à un enfant porteur de cette particularité génétique : Un pas vers l'autonomie 